# 9·11 테러
9·11 테러(영어: September 11 attacks, 9/11 attacks) 또는 약칭인 9/11은 2001년 9월 11일 화요일 아침 미국에 대항하는 이슬람 과격 테러 단체인 알카에다가 일으킨 세 차례의 연쇄 테러 공격을 의미한다.
9월 11일 아침 미국 북동부에서 캘리포니아주로 향하는 민항 여객기 4기가 알카에다 테러범들에게 비행기를 연쇄적으로 납치당했다. 납치범 무리는 총 19명으로, 각 무리 내에 비행 훈련을 받고 항공기를 장악해 조종한 납치범이 1명씩 있었다. 납치범들은 미국의 유명한 건물에 비행기를 부딪쳐 대규모 인명 피해를 일으키고 테러 대상 건물을 부분적으로 파괴하거나 완전히 붕괴하게 만들 목표를 가지고 있었다.
먼저 납치당한 항공기는 아메리칸 항공 11편이었다. 이 비행기는 현지 시각 8시 46분 미국 뉴욕 로어맨해튼에 있는 세계 무역 센터 북쪽 타워(1WTC)에 충돌하였다. 17분 뒤인 9시 3분에는 유나이티드 항공 175편이 세계 무역 센터 남쪽 타워(2WTC)에 충돌하였다. 110층짜리 쌍둥이 빌딩은 모두 화재 발생 1시간 42분만에 붕괴되어 이 여파로 7 세계 무역 센터(7WTC) 등 다른 세계 무역 센터 건물도 붕괴되고 주변 건물도 심각한 피해를 입었다.
세 번째로 납치된 항공기는 워싱턴 덜레스 국제공항에서 이륙한 아메리칸 항공 77편으로 오하이오주 상공에서 납치되었다. 9시 37분 미국 버지니아주 알링턴군에 있는 미 국방부 본부인 펜타곤의 서쪽 면에 충돌하여 건물 일부가 붕괴되었다.
네 번째이자 마지막으로 납치당한 항공기인 유나이티드 항공 93편은 워싱턴 D.C.를 향해 비행했다. 유나이티드 항공 93편 항공기는 목표물에 타격하지 않은 유일한 항공기로 10시 3분 경 미국 펜실베이니아주 섕크스빌 인근 들판에 추락하였다. 비행기에 탑승했던 승객들은 납치범들이 장악한 항공기 조종석 통제권을 되찾으러 시도했고, 결국에는 테러범들이 의도한 바를 이루지 못하고, 들판에 추락하였다. 수사관들은 유나이티드 항공 93편의 원래 목표물은 백악관이나 미국 국회의사당이었을 것이라고 추정하였다.
테러 발생 직후 곧바로 알카에다가 테러를 일으켰다는 의심을 받기 시작했다. 뒤이어 미국은 테러와의 전쟁을 선포하고 아프가니스탄 내 알카에다 세력을 축출하고 알카에다의 지도자인 오사마 빈 라덴을 인도하라는 미국의 요구를 거부한 탈레반을 몰아내기 위해 아프가니스탄을 침공하였다. 처음에는 빈 라덴이 자신이 테러를 일으킨 것이 아니라고 부인했으나 2004년 빈 라덴은 비디오 테이프를 통해 공식적으로 자신이 테러를 기획한 것이라고 밝혔다. 알카에다와 빈 라덴은 테러를 일으킨 동기로 미국의 이스라엘 지원, 미군의 사우디아라비아 주둔, 이라크에 대한 제재조치 등을 꼽았다. 빈 라덴은 테러 후 10년 간 은신하였으나 2011년 파키스탄 아보타바드에 있는 자신의 은거지에서 미군의 넵튠 스피어 작전으로 사살되었다.
테러로 세계 무역 센터와 인근 인프라가 크게 파괴되었고 이는 뉴욕의 경제에 큰 타격을 입혔으며 세계적인 경제 불황도 초래하였다. 전 세계의 많은 국가가 9·11 테러 이후 테러방지법을 강화하였으며 테러 공격을 막기 위해 법집행기관과 정보기관의 권한을 확대하였다. 미국과 캐나다의 민항 항공편은 9월 13일까지 폐쇄되었으며 월가의 금융 거래는 9월 17일에야 재개되었다. 그 외에도 추가적인 테러 우려로 수많은 폐쇄 조치, 대피, 행사 취소가 잇다랐다. 붕괴된 세계 무역 센터 부지는 2002년 5월 정리가 끝났으며 펜타곤은 테러 1년만에 재정비를 완료하였다. 구 세계 무역 센터를 대체할 새 건물의 건설 공사는 2006년 11월 시작하여 2014년 11월 완공해 개방하였다.
9·11 테러로 2,977명이 사망하고 25,000명 이상이 부상을 입었으며 그 외에도 상당한 보건 문제를 일으켰고 인프라 파괴로 최소 100억 달러의 재산 피해가 발생하였다. 또한 이 테러는 역사상 가장 사망자가 많은 테러이자 미국의 역사상 단일 사건으로는 가장 많은 소방관과 경찰관이 사망한 사건으로 소방관 340명과 경찰관 72명이 순직하였다. 테러 이후에는 사망자를 추모하는 뉴욕의 내셔널 셉템버 11 메모리얼 & 뮤지엄, 버지니아 앨링턴군의 펜타곤 메모리얼, 펜실베이니아주 추락 현장의 93편 국립 추모관 등 수많은 추모 및 기념관이 건립되었다.

## 배경

### 알카에다
알카에다의 기원은 1979년 소련-아프가니스탄 전쟁까지 거슬러 올라간다. 오사마 빈 라덴도 아프가니스탄에서 무자헤딘으로 소련과 맞서 싸운 경험이 있다. 아이만 알자와히리와 함께 하면서 오사마 빈 라덴은 보다 극단적인 사상을 갖게 되었다.:22-33 1996년 오사마 빈 라덴은 미군이 사우디 아라비아에서 철수하여야 한다는 첫 파트와를 발표하였다.
1998년 오사마 빈 라덴은 두번째 파트와를 통해 걸프전 이후에도 미군이 사우디 아라비아에 주둔하고 있는 미국의 외교 정책은 그저 이스라엘을 위한 것일 뿐이라는 입장을 표명하였다. 빈 라덴은 이슬람 경전을 인용하여 부당한 처사가 철회될 때까지 무슬림이 미군을 공격하는 것은 정당하다고 주장하였다. 그는 "역사적으로 이슬람의 법을 해석하는 울라마는 무슬림 국가의 적을 파괴하는 개인들의 지하드를 승인하여 왔다"고 말한 바 있다.

#### 오사마 빈 라덴

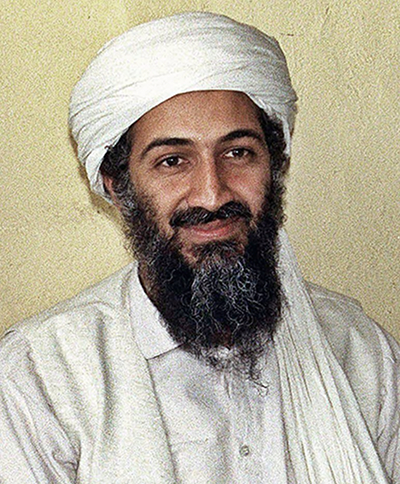
오사마 빈 라덴

오사마 빈 라덴은 9·11 테러를 계획하였다. 사후에 빈 라덴은 자신의 개입을 부정하였으나 훗날 밝혀진 증거들을 보면 빈 라덴의 부정은 거짓이다. 사건 직후인 9월 16일 알자지라는 빈 라덴이 "나는 내가 하지 않은 행동 때문에 스트레스를 받고 있다. 그 일은 각 개인들이 스스로의 동기에 의해 일으킨 것"이라고 말하는 내용을 방송하였다. 2001년 11월 미군은 아프가니스탄 잘랄라바드의 파괴된 건물에서 수집한 비디오 테이프를 복원하였다. 2001년 12월 7일 복원된 영상이 공개되었고 여기서 빈 라덴은 알카에다 활동을 같이 한 사우디 아라비아의 칼레드 알하르비에게 다음과 같이 말하고 있다.
일반적으로 서방, 특히 미국은 이슬람에 말로 다 할 수 없는 해악을 끼져 왔다는 것이 분명해졌다 ... 십자군의 해악이다. 미국에 대항하는 테러리즘은 칭찬받아 마땅하다. 왜냐하면, 불의에 대한 응답이자 미국이 이스라엘을 지원하는 것을 중단하도록 압박하고자 하는 목적을 위해 우리 사람들이 죽는 일이기 때문이다. ... 우리는 미국의 종말이 임박했다고 말한다. 빈 라덴과 동료들이 살았건 죽었건, 무슬림의 공동체인 움마를 일깨우는 ... 군사력의 기반인 (미국의) 경제에 타격을 주는 것이 중요하다. ... 경제가 타격을 입으면 그들은 재건을 해야만 할 것이다.— 오사마 빈라덴

사건 직후 오사마 빈 라덴은 자신의 개입을 부정했지만, 2004년 미국 대통령 선거에서 조지 W. 부시가 당선되자 비디오 영상물을 통해 알카에다가 9·11 테러를 주도했다는 것을 공인하였다. 그는 "우리는 자유인이다 … 우리 나라의 자유를 되찾고자 한다. 당신들이 우리의 안전을 훼손하는 것만큼, 우리도 당신들을 훼손시킬 것"이라고 말했다. 이 비디오에서 빈 라덴은 자신과 동료들이 직접 세계 무역 센터와 펜타곤을 공격하였다고 말하였다.
2006년 9월 알자지라가 입수한 또 다른 비디오에서 빈 라덴은 알카에다가 비행기 납치와 테러를 계획하였다고 밝힌다.
미국은 9·11 테러 이전에 단 한 번도 오사마 빈 라덴을 공식적으로 비난한 바 없지만, 탄자니아의 다르에스살람과 케냐 나이로비의 미국 대사관 폭탄 테러 이후 FBI의 최우선 수배 목록에 올라있었다. 9·11 테러 이후 10년에 걸친 추적 끝에 2011년 5월 1일 버락 오바마가 지켜보는 가운데 파키스탄의 아보타바드에서 오사마 빈 라덴 사살 작전이 진행되었고, 빈 라덴은 사망하였다.

#### 칼리드 사이크 모하메드

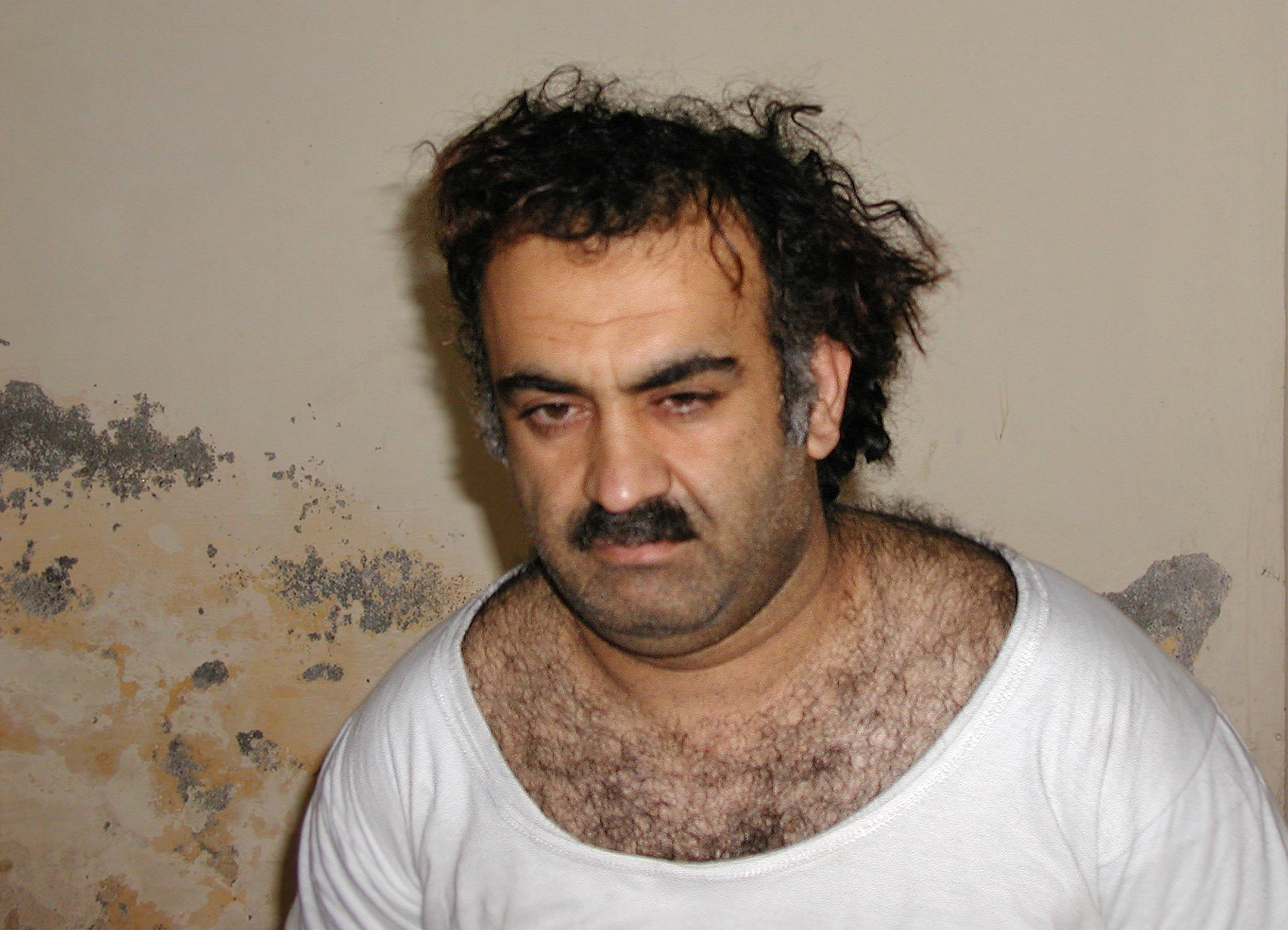
2003년 체포 당시의 칼리드 사이크 모하메드

알자지라의 기자 요스리 포우다는 2002년 4월 칼리드 사이크 모하메드가 람지 빈 알시브를 따라 9·11 테러에 가담하였다고 시인했다는 보도를 하였다. 2004년 9/11 위원회 보고서는 모하메드가 미국에 대한 증오로 "미국 외교 정책의 이스라엘 편애"를 폭력을 통해 거부하기 위해 9·11 테러의 핵심적 역할을 맡았다고 기록하였다. 모하메드는 1993년 세계 무역 센터 폭탄 테러에도 자금을 대고 지원한 바 있다.
모하메드는 2003년 3월 1일 파키스탄의 라왈핀디에서 체포되었다. 그는 관타나모만 수용소에 수감되어 심문을 받았고 그 과정에서 물고문을 포함한 고문을 받았다. 2007년 3월 모하메드는 알카에다가 9·11 테러에 처음부터 끝까지 관여하였다는 자백을 하였다.
2019년 7월 26일, 맨해튼에서 열린 법정에서 모하메드의 변호인은 9·11 테러에서 사우디아라비아의 역할을 증언하고 테러 희생자와 유족을 도울 수 있도록 사형을 면하게 해달라는 청원서를 제출하였다. 유족측 변호인은 모하메드가 그런 역할에 무슨 쓸모가 있겠냐고 반문하였다.
모하메드는 현재 미국 내에서 복역하면서 사형 선고에 대해 항소 중이며 인권 단체는 관타나모 수용소에서 있었던 고문에 대해 군 당국과 미국 정부를 상대로 문제를 제기하였다.

### 동기
알케에다의 수장이었던 오사마 빈 라덴은 1998년 파트와를 통해 미국과 성전을 선포하였다. 사건 이후 조사 결과와 2002년 11월 빈라덴이 쓴 "미국에 보내는 편지"를 종합하면 빈 라덴의 테러 동기는 다음과 같이 요약할 수 있다.
- 미군의 이스라엘 지원[42][43]
- 소말리아 무슬림에 대한 공격 지원
- 모로 분쟁에서 필리핀 무슬림에 대한 공격 지원
- 이스라엘의 레바논 무슬림에 대한 공격 지원
- 러시아의 체첸 공화국 내 무슬림에 대한 공격 지원
- 중동에 무슬림에 반하는 친미 정부 수립
- 카슈미르에서 인도의 반 무슬림 행위 지원
- 사우디 아라비아에서 사우던 와치 작전 수행[44]
- 이라크 개입[42]

테러 이후 빈 라덴과 아이만 알자와히리는 추가적인 비디오 촬영물과 오디오 녹음물을 통해 자신들의 테러가 정당하다는 주장을 반복하였다. 이들 주장 가운데 중요하게 다루어 지는 것으로 "2002년 미국에 보내는 편지"와2004년 빈 라덴의 비디오 테이프가 있다.
빈 라덴은 무함마드가 "이교도 군대의 아라비아 영구 주둔"을 금했다고 해석한다. 1996년 빈 라덴의 파트와는 이를 근거로 미군의 사우디아라비아 철수를 요구하였다. 1998년 알카에다는 "미군이 성스러운 땅 아라비아반도를 7년째 점령하고 있다"고 표현하였다. 그들은 아라비아반도에서 번영하며 영구히 살 수 있는 사람은 이슬람교도뿐이라고 주장하였다.
1999년 인터뷰에서 빈 라덴은 미군이 메카에 너무 가까이 주둔한다고 말하면서 이는 이슬람 세계에 대한 도발이라고 주장하였다. 자살 테러 공격에 대한 어느 분석은 미군이 사우디아라비아에 주둔하지 않았다면 알카에다가 자살 테러 가담자를 모으기 어려웠을 것이라고 해석하기도 하였다.
1998년 파트와에서 알카에다는 미국의 이라크 개입을 "알라, 그의 사자, 그리고 무슬림"에 대한 도발이라고 주장하였다. 이 파트와는 이전의 것 보다 더 극단적인 주장을 담고 있다. "군인과 민간인을 가리지 않고 미국인을 살해하는 것은 무슬림의 의무"라고 천명한 것이다. 이러한 극단적 주장을 계속하던 알카에다는 결국 9·11 테러를 계획하기에 이른다.
사건 이후인 2004년 빈 라덴은 세계 무역 센터를 파괴하려는 생각은 1982년부터 지니고 있었다고 밝혔다. 당시 레바논과 전쟁을 벌이던 이스라엘군이 고층 빌딩을 폭파시키는 것을 보고 자신도 미국의 빌딩을 부숴야 겠다고 생각했다고 주장하였다.
메르사이머와 월트 같은 분석가들은 미국의 이스라엘 편들기 역시 테러의 명분을 제공하였다고 본다. 2004년과 2010년 빈 라덴은 또다시 9·11 테러를 미국의 이스라엘 지원과 연결시켰다. 빈 라덴은 부시 대통령이 있는 미국이 파산하기를 희망한다고도 하였다.
미국을 전 세계가 지켜보는 가운데 모욕하려는 것도 테러 이유 가운데 하나로 꼽힌다. 또한 알카에다가 미국과 대립하고 있는 이슬람 세계 내의 여러 세력으로부터 지원을 확보하기 위한 목적도 있었을 것이다. 실제로 이들은 미국에 대한 테러가 범이슬람권 혁명의 일환이라고 주장하였다.

### 모의

세계 무역 센터 테러 다이어그램

9·11 테러를 구상한 사람은 1996년부터 오사마 빈 라덴과 함께한 칼리드 사이크 모하메드였다. 그가 빈 라덴을 처음 만날 당시 알카에다는 수단에서 아프가니스탄으로 돌아가고 있는 중이었다. 1998년 알카에다는 아프리카에 있는 미국 대사관에 폭탄 테러를 벌였고, 그해 빈라덴은 미국에 대한 테러를 표방하는 파트와를 발표하였다. 이후 알카에다는 미국에 대한 직접적인 테러를 계획하였다.
1998년 후반에서 1999년 초 사이 빈 라덴은 모하메드에게 테러를 실행할 조직을 구성하라고 제안하였다. 1999년 초 모하메드와 빈 라덴, 그리고 빈라덴의 참모였던 모하메드 아테프는 여러 차례 만나 모의하였다. 아테프가 작전 지원을 맡아 목표의 선정과 비행기 납치를 위한 여정 등의 초안을 마련하였고 빈 라덴은 모하메드를 지휘하면서 로스앤젤레스의 미국 뱅크 타워와 같이 따로 떨어져 있는 목표는 시간이 부족하다는 이유로 제외하였다.
빈 라덴은 테러의 총책과 자금 마련 역할을 하면서 가담자 선정에도 관여하였다. 그는 보스니아에서 테러 활동을 하였던 나와프 알하즈미와 칼리드 알미흐다를 영입하여 2000년 1월 중순 무렵 미국으로 보냈다. 이들은 그해 초 캘리포니아 산디에고의 비행 학교에서 비행기 조종을 배웠지만 영어를 잘 하지 못하여 그다지 성과가 없었고 2차 비행기 납치를 맡게 된다.
1999년 말 모하메드 아타, 마르완 알셰히, 지아드 자라흐, 람지 빈 알시브 등의 사람들이 함부르크를 출발하여 아프가니스탄으로 향했다. 교육 정도가 높고 영어를 할 수 있으며 서구에 살았던 경험이 있었기 때문에 빈 라덴은 이들을 테러에 가담시켰다. 또한 알카에다는 이미 비행사 자격증이 있는 하니 한조르를 새롭게 영입하였다. 모하메드는 훗날 서구 의상을 입는 법과 음식점에서 주문하는 법과 같은 것들을 가르쳤다고 진술하였다.
한조르는 2000년 12월 8일 캘리포니아 샌디에이고에 도착하여 하즈미와 합류하였다.:6–7 그들은 곧바로 애리조나주로 떠나 그곳에서 훈련하였다.:7 마르완 알셰히는 2000년 5월 말에, 아타는 6월 3일에, 자라흐는 6월 27일에 각각 미국에 입국하였다.:6 빈 알시브는 예멘 여권의 비자 승인을 여러 차례 신청하였으나 거절되어 미국에 갈 수 없었다.:4, 14 빈 알시브는 함부르크에 머무르면서 아타와 모하메드 사이를 조율하는 역할을 담당했다.:16 미국에 입국한 함부르크 소조 셋은 플로리다 남부의 허프만 비행장에서 비행 훈련을 받았다.:6
2001년 봄 2차 비행기 납치 팀이 미국에 입국하였다. 2001년 7월 아타는 스페인에서 알시브와 만나 음모의 세부 사항을 점검하고 최종 목표를 선정하여 빈 라덴의 승인을 받았다. 빈 라덴은 가능한 빠른 실행을 지시하였다. 테러 가담자들의 일부는 사우디아라비아에서 공무원으로 있는 자기 가족을 포섭하여 여권을 발급 받았고, 다른 이들은 위조 여권을 사용하였다.
테러를 일으킬 날짜로 9월 11일을 고른 것은 미국의 응급 전화번호가 911 이기 때문이라고 알려져 있지만, 1683년 9월 11일 오스만 제국과 폴란드-리투아니아 연방, 신성 로마 제국 사이에 있었던 빈 전투 때문이라는 주장도 있다. 빈 라덴은 이 전투를 서방이 이슬람 세계를 침입하기 시작한 때로 언급한 바 있다.

### 사전 정보
1999년 후반기 알카에다는 칼라드라는 이름으로 활동 중이던 왈리드 빈 아타시에게 말레이시아의 쿠알라룸푸르에서 미흐다르와 접촉하라고 지시하였다. 그 자리엔 하즈미와 아부 바라 알 예멘도 참석하였던 것으로 보인다. 미국 국가안보국은 미흐다르와 나와프라는 이름으로 활동하던 하즈미의 전화를 감청하여 이 모임을 인지하였다. 국가안보국의 요원은 "무언가 사악한 일이 일어날 수 있다"고 보고하였지만 추가적인 조치는 없었다.
중앙정보국은 이미 사우디아라비아의 정보기관으로부터 미흐다르와 하즈미가 알카에다에 속해있다는 경고를 받은 상태였고, 중앙정보국은 미흐다르가 머물던 두바이의 호텔 객실을 급습하여 미흐다르의 미국 비자를 발견하였다. 중앙정보부의 빈 라덴 담당 부서였던 알렉 스테이션도 이를 세계 각지의 요원들에게 경보하였지만 FBI와 정보를 공유하지는 않았다. 2000년 1월 5일 말레이시아 경찰 특수부는 두 명의 알카에다 조직원으로부터 미흐다르와 하즈미, 칼라드가 방콕으로 갔다는 첩보를 얻고 중앙정보국에 전달하였다. 그러나 중앙정보국은 다른 정보 기관에 이 사실을 알리지 않았고 미국 국무부에도 미흐다르가 감시 명단에 있는 지 문의하지 않았다. FBI에서 파견한 알렉 스테이션의 요원이 이 모임과 관련한 정보를 요청하였으나 중앙정보국은 "FBI가 관여할 사항이 아니다"라는 답변만 하였다.
2000년 6월 말 대테러 부서 요원 리처드 A. 클라크와 조지 테넷 부장은 "심각한 공격이 행해지려 한다"고 확신하게 되었으나, 중앙정보국은 이러한 공격이 사우디아라비아나 이스라엘에서 발생할 것이라고 예상하였다. 7월 초 클라크는 미국내 요원들에게 "최고 경보"를 발령하며 "조만간 정말 거대한 일이 여기서 일아나게 될 것"이라고 언급하였다. 그는 FBI와 국무부에 각국의 대사관, 경찰서, 국방부에 대해 "델타 컨디션"의 경계를 유지하여 달라고 요청하였다. 사건 이후 클라크는 "중앙정보국의 어느 부서는 알카에다로 판명된 두 명의 테러리스트가 미국에 왔다는 것을 알고 있었고, FBI의 어느 부서는 미국의 비행학교에서 이상한 일이 벌어지고 있다는 것을 알고 있었지만 ... 각각의 테러리스트가 벌이는 일들의 개별적인 정보로만 취급하였기 때문에, 나나 백악관 어디에서도 정보를 알지 못하고 있었다."고 기록하였다.
2000년 7월 13일 중앙정보국의 톰 윌셔 요원은  FBI 국제 테러 부서로부터 전달받은 하즈미가 미국 내에 있으며 미흐다르가 미국 비자를 지니고 있었다는 정보를 중앙정보국 대테러 센터에 보고하였다. 그러나 중앙정보국은 별다른 조치를 취하지 않았다. 같은 날 중앙정보국 대테러 센터에 파견되어 있던 FBI 분석가 마거렛 질러스파이는 말레이시아 모임을 재검토 하였다. 그는 미국내의 특별한 징후를 언급하지 않았다. 중앙정보국은 미흐다르와 하즈미의 감시 사진을 질러스파이에게 보여 주었으나 그들이 어떤 인물인지는 설명하지는 않았으며, 두 기관의 공동 데이터베이스도 별 다른 정보가 등록되어 있지 않았다. FBI는 두 인물의 추가 정보를 중앙정보국에 요구하였으나 미흐다르의 생년월일과 여권 번호와 같은 기본 정보의 제공마저 거절되었다.
2001년 8월 말 질러스파이는 국무부의 이민 관리부와 관세청 그리고 FBI에 하즈미와 미흐다르를 감시 명단에 등록하도록 요청하였지만, FBI는 이 둘을 잠재적 범죄자로 보고 사찰하는 것을 거부하였다. 이보다 이른 7월에 애리조나주 피닉스의 FBI 요원이 FBI 본부와 알렉 스테이션, 뉴욕 지부에 이들이 "오사마 빈 라덴과 연계되어 미국에 민간 비행 학교의 학생으로 파견되었을 가능성"을 통보하였다. 케네스 윌림엄스 요원은 미국 비행 학교에 등록된 모든 아랍계 학생과 학교 관계자를 면담하여야 한다고 제의하였다. 같은 달, 요르단은 알카에다가 미국 내에서 비행기와 관련된 음모를 진행 중이며 "한달 이내에" 시행될 이 음모의 작전 암호명은 "커다란 결혼식"이라는 정보를 전달하였다.
2001년 8월 6일 중앙정보국의 대표일일공보관은 빈 라덴이 미국을 공격하려고 한다는 정보를 FBI가 전달한 "나타난 패턴으로 보아 국내에서 비행기 납치 또는 다른 형태의 공격이 예상된다"는 정보를 덧붙여 "대통령 직보"로 보고하였다.
8월 중순 미네소타의 비행 학교는 FBI에 자카리아스 모사오위가 "수상한 질문"을 해 왔다고 FBI에 신고하였다. FBI는 모사오위가 파키스탄 여행 경력이 있는 극단적 사상을 가진 인물로 파악하였고 이민국은 모사오위의 프랑스 비자가 만료되었다는 것을 근거로 불법 체류 혐의로 체포하였다. 이민국은 FBI에 모사오위의 노트북 조사 결과를 요청하였지만 FBI는 테러 가담에 대한 가능성이 적다는 이유로 거절하였다.
각 정보 당국은 9·11 테러에 대한 사전 정보를 개별적 첩보로 수집하고 있었지만, 1995년부터 미국 법무부가 통신 감청과 같은 민감한 정보를 정보 당국 사이에 공유하는 것을 규제한 것과 CIA와 NSA가 중요 정보를 공개하는 것을 꺼린 것이 테러 정보 공유 실패의 원인으로 작용하였다. 2004년 4월 9/11 청문회에서 법무장관 존 에시크라프트는 각 정보기관 사이의 장벽이 테러의 전말을 밝히지 못한 이유라고 증언하였다.

## 사건 흐름

세계 무역 센터가 피격당한 방향.

세계 무역 센터가 피격당한 층수.

사건은 오사마 빈라덴의 지휘 아래 4대의 민간 여객기를 납치한 알카에다에 의해 동시다발적으로 이루어졌으며, 사건 개요는 다음과 같다.
- 07:59: 아메리칸 항공 11편(AA11)의 보잉 767기가 81명의 승객과 11명의 승무원을 태우고 보스턴의 로건 국제공항으로부터 이륙하여 로스앤젤레스 국제공항을 향해 비행을 시작했다. 이 항공편의 승객 중에는 5명의 테러범이 포함되어 있었다.
- 08:14: 유나이티드 항공 175편(UA175)의 보잉 767기가 56명의 승객과 9명의 승무원을 태우고 AA11편처럼 로건 국제공항으로부터 이륙하고 로스앤젤레스 국제공항을 향해 비행을 시작했다. 이 항공편의 승객 중에도 5명의 테러범이 포함되어 있었다. 한편, AA11편 항공기는 매사추세츠주 중부 상공에서 테러범들에 의해 납치되어 남서쪽으로 항로를 돌렸다.
- 08:20: 아메리칸 항공 77편(AA77)의 보잉 757기가 5명의 테러범을 포함하여 58명의 승객과 6명의 승무원을 태우고 워싱턴 덜레스 국제공항으로부터 이륙하여 로스앤젤레스 국제공항을 향해 비행하기 시작했다.
- 08:42: 유나이티드 항공 93편(UA93)의 보잉 757기가 4명의 테러범을 포함하여 37명의 승객과 7명의 승무원을 태우고 뉴어크 국제공항에서 이륙하여 샌프란시스코 국제공항을 향하여 비행을 시작했다.
- 08:42-08:46: UA175편이 뉴욕시로부터 230km가량 떨어진 뉴욕주 올버니 상공에서 납치되어 남쪽으로 항로를 선회했다.
- 08:46: AA11편이 시속 790km의 속도로 세계 무역 센터 북쪽 건물(제1 세계무역센터)의 북쪽 면에서 93층과 99층 사이에 충돌했다. 항공기는 크게 파괴되지 않은 채 건물에 박혔다.
- 08:50-08:54: AA77편이 오하이오주 남부 상공에서 납치되어 남동쪽으로 항로를 선회했다.
- 09:03: UA175편이 시속 950km의 속도로 세계무역센터 남쪽 건물(제2 세계무역센터)의 남쪽 면에서 77층과 85층 사이에 충돌하였다. 비행기의 우측 엔진을 포함한 잔해들이 빌딩의 동쪽과 북쪽 측에서 떨어져나가 6블록 떨어진 땅에까지 낙하하였다.
- 09:28: UA93편이 오하이오주 북부 상공에서 납치되어 남동쪽으로 항로를 바꾸었다.
- 09:37: AA77편이 시속 853km의 속도로 워싱턴의 국방부 건물인 펜타곤의 서쪽 면에 충돌하여 들어가 큰 화재를 일으켰다.
- 09:59: 세계무역센터 남쪽 건물이 UA175편과의 충돌 후 약 56분 만에 완전히 붕괴되었다.
- 10:03: UA93편이 시속 926km의 속도로 펜실베이니아주 피츠버그시에서 동남쪽으로 약 129km 떨어진 곳에 추락하였는데, 이는 조종석에서 납치범들과 승객들이 싸우고 있었기 때문에 발생한 일이었다. 이후 발표된 바에 따르면, 승객들은 세계 무역 센터와 펜타곤에서 일어난 충돌에 대해 알게 되었으며, 납치범들에게 저항하고 있었다. 이후 9/11 위원회는 납치범들이 이 항공기를 워싱턴 D.C.에 위치한 미국 의회의사당이나 백악관에 또는 동북부의 원자력 발전소를 충돌시키려 했었다고 추측하였다.
- 10:28: 세계무역센터 북쪽 건물이 충돌 후 1시간 42분 만에 완전히 붕괴되었고, 부속건물이던 메리어트 호텔이 함께 무너져 내렸다.
- 10:59: 화재로 인해 펜타곤 건물 일부의 5층이 무너져 내렸다.
- 17:20: 47층짜리 제7 세계무역센터 건물이 무너졌다. 제1·2 세계무역센터의 붕괴 때 철골들의 잔해들이 튕겨나와 제7 세계무역센터 건물을 타격한 것이 붕괴의 가장 큰 원인으로 추측된다.
- 17:42: 대한항공 085편이 강제로 착륙한다.

## 사건과 그 여파
이 테러로 테러범을 포함하여 2,996명의 사망자와 최소 6,000명 이상의 부상자가 발생했다. 4대의 항공기에 탑승한 승객은 전원 사망하였고, 워싱턴 국방부 청사에서 사망하거나 실종된 사람이 125명, 세계무역센터에서는 약 2,500명의 사람이 사망하였다. 미국 전역은 하루 만에 일어난 큰 테러 사건으로 인해 비상사태에 빠지게 되었고, 뉴욕은 공포에 휩싸이게 되었다. 테러 발생 직후 CNN 방송망을 시작으로 사건의 상황이 전 세계에 생중계되었고, 9·11 테러는 순식간에 세계의 주목을 받았다.

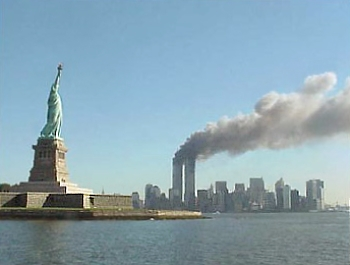
사진 좌측의 남쪽 타워에 유나이티드 항공 175편이 충돌해 불타고 있다. 그에 앞서 우측의 북쪽 타워에는 아메리칸 항공 11편이 충돌했다.

경제적인 피해는 세계무역센터 건물 가치 11억 달러(1조 4300억 원), 테러 응징을 위한 긴급지출안 400억 달러(약 52조 원), 재난극복 연방 원조액 111억 달러(약 12조 원), 이외에도 각종 경제활동이나 재산상 피해를 더하면 화폐가치로 환산하기 어려울 정도의 큰 피해가 발생하였다고 할 수 있다.
테러에 이용된 각 항공기마다 4~5명의 납치범들이 탔을 것으로 추정되는데, 미국연방수사국(FBI)의 조사 결과 범인들은 모하메드 아타 등 19명의 알 카에다 조직원들로 알려졌다. 테러범들은 비행기 충돌과 동시에 전원 사망했다. 미국은 사우디아라비아 출신의 국제 테러리스트인 오사마 빈 라덴과 그의 추종 조직인 알카에다를 주요 용의자로 지적했으며, 그 밖에 팔레스타인 해방 기구(PLO) 산하의 무장조직인 하마스(HAMAS), 이슬람 원리주의 기구인 지하드, 레바논의 헤즈볼라 등 다른 이슬람 테러조직들도 관여했을 것으로 보았다.
항공기가 세계무역센터 남쪽 건물과 충돌한 직후인 09시 29분, 부시 미국 대통령은 이 테러사건을 '미국에 대한 명백한 테러 공격'으로 규정하고, 이어 전국의 정부 건물에 대피령을 내리는 한편, 국제연합(UN), 시어스 타워(현 윌리스 타워), 디즈니랜드 등 주요 건물을 폐쇄하였다. 같은 날 금융시장 폐장 결정을 내린 뒤, 뉴욕과 워싱턴에 해군의 구축함 등 장비를 파견하였다.
| 뉴욕     | 세계 무역 센터        | 2,606  |
| 뉴욕     | 아메리칸 항공 11편    | 87 + 5 |
| 뉴욕     | 유나이티드 항공 175편 | 65     |
| 알링턴   | 펜타곤                | 125    |
| 알링턴   | 아메리칸 항공 77편    | 64     |
| 생크스빌 | 유나이티드 항공 93편  | 44     |
| 합계     | 합계                  | 2,996  |

### 테러와의 전쟁
미국의 조지 W. 부시 대통령은 테러 이후 "테러와의 전쟁"이라는 표현을 사용하며 테러 단체, 국가에 맞서 군사적, 정치적으로 싸울 것이라고 발표하였다. 2001년 10월 7일, 미국·영국 연합군은 아프가니스탄 주변에 350여 기의 항공 전력을 배치하고, 아프가니스탄 영토에서 자유로운 전투·폭격기를 이용한 공습과 아프가니스탄 북부동맹군을 앞세워 아프가니스탄 전쟁을 일으켰으며, 같은 해 11월 20일에는 아프가니스탄 전역을 함락하였다. 이어 다음 달 22일 연합군은 반 탈레반 정권인 과도정부를 수립함으로써 탈레반과의 전쟁을 종결하였다. 그러나 미국이 이 전쟁의 목표로 삼았던 오사마 빈 라덴과 그의 조직 알카에다를 뿌리를 뽑는 데는 실패하였다.
이후 미국은 2003년 3월 20일에는 이라크 전쟁을 일으켜 알카에다와 동맹한 이라크 정부를 20일 만에 함락시키고 새로운 과도정부를 출범시키는 등 대테러 전쟁을 계속하고 있다. 이후 2011년 5월 제로니모 작전의 일환으로 오사마 빈 라덴을 사살 후 수장하였다.
사건이 발생한 지 3개월 만인 2001년 12월 11일 존 애슈크로프트 미국 법무장관은 로버트 뮬러 연방수사국(FBI) 국장과 함께 기자회견을 갖고 "모로코계 프랑스인인 자카리아스 무사위를 6가지의 혐의로 기소했다"고 발표하고 "알카에다는 이제 매우 싫어하는 재판과 두려워하는 판결과 맞닥뜨릴 것"이라고 했다.
독일 검찰은 9·11테러 비행기 납치범 가운데 한 명인 모하메드 아타가 이끄는 함부르크의 알-카에다 세포조직 창설 멤버로 조직의 자금거래를 지원하고 조직원들에게 은신처를 제공했다며 모로코 출신의 독일 유학생 압둘가니 음주디(32)에 대해 법정 최고형인 징역 15년을 구형했으나 변호인들은 음주디가 9·11테러의 주범들과 친분은 있지만 테러공격 계획을 사전에 알지는 못했다면서 혐의를 부인했다.
함부르크 고등법원이 구속된 음주디에 대해 2003년 12월 "독일 연방범죄수사국(BKA)이 최근 법원에 출처를 밝히지 않고 제출한 자료에 음주디가 9·11테러 계획을 몰랐음을 시사하는 내용이 들어 있다"면서 "이 정보의 신빙성에 의심스러운 점이 있으나 허위임을 입증할 수도 없다"고 밝히며 석방을 명령하고 재판을 진행하여 2004년 2월 무죄를 선고했다. 독일 연방재판소도 2005년 6월 9일 검찰의 상고를 기각했다. 전 세계에서 911 테러로 기소된 첫 번째 무죄확정이나 오토 쉴리 독일 내무부 장관은 "국제테러리즘을 지지하는 위험인물"이라고 하면서 추방을 명령했다.
군사법원은 이들이 지난 2012년 5월 정식 기소됐으며, 30차례 넘는 재판 전 심리를 거쳐 공식 재판 일정이 확정됐다고 밝혔다.
테러 주범으로 알려진 알카에다의 전 작전사령관, 칼리드 사이크 모하메드를 비롯해 피고인 5명은 2002년과 2003년 파키스탄에서 체포된 뒤 미국 해군기지인 쿠바 관타나모 수용소에 수감되었다가 관타나모 수용소 폐쇄를 약속한 오바마 대통령의 지시에 따라 뉴욕연방법원에서 재판이 추진됐으나 정치적 논란 속에 군사법원이 2012년 5월 기소하여 관타나모 특별군사법정에서 30차례의 재판 전 심리를 거쳐 정식재판에 회부되어 2021년 1월 재판을 시작한다.
'9·11 테러의 설계자(The principal architect of the 9·11)'로 불리는 칼리드 사이크 모하메드는 미국 중앙정보국(CIA)의 추격을 피해 도피생활을 하다 2003년 3월 1일 파키스탄 라왈핀디에서 체포되어 911 테러를 포함해 전쟁범죄 및 살인 등의 혐의로 기소됐고, 2006년부터 13년 동안 관타나모에 수감 중이며 2008년 관타나모 군사위원회에서 사형을 선고받자 "이것은 내가 원했던 것이다. 오랫동안 나는 순교를 기다려왔다"고 말했으나 9·11 테러 피해자들이 사우디아라비아 정부를 상대로 벌이고 있는 소송에서 변호인을 통해 법원에 보낸 편지에서 "현재는 모하메드가 법정 진술에 동의하지 않지만, 마음이 바뀔 수 있다"며 "미국 정부가 사형집행을 면하게 해줄 경우 테러 피해자들을 위해 알카에다의 조직 및 명령 체계 등에 대해 진술할 수 있음을 암시했다"고 말했다.

## 음모론

### 9·11 테러 자작극 음모론
9·11 테러 자작극 음모론이란 부시 정권이 유태 세력과 공동으로 9·11 테러를 실시했다는 자작극 혐의를 말한다. '진보연구학회'를 이끄는 데이비드 레이 그리핀 박사는 9·11사건의 '진상규명'을 주장하는 그룹이 초기에 크게 두 갈래로 나뉘었다고 말한다.
- LIHOP(let it happen on purpose): 정부가 테러에 대한 정보를 사전에 알았음에도 일부러 무시하거나 테러리스트들을 방관했다는 주장.
- MIHOP(made it happen on purpose): 정부의 핵심인사들이 테러를 계획했고, 알카에다와 협조관계를 맺고 있다는 주장으로, 다큐멘터리 영화 '루스 체인지'가 대표적이다.

그러나 케네디 대통령 암살 의혹을 다룬 영화 'JFK'를 감독한 올리버 스톤은 9·11사건을 다룬 영화 '월드 트레이드 센터'를 개봉하면서 "음모론이 자꾸 나오는 이유는 미국 정부가 제대로 조사하지 않았기 때문이며, 9·11이 미국 정부의 자작극이라고 생각하지는 않는다"고 밝혔다.
국내에 잘못 들어온 소식으로는 "하지만 급작스러운 테러 상황에서 유대인이 장악한 언론이 실시간으로 그 장면을 촬영했으며, 쌍둥이 빌딩의 20%를 렌트하고 있는 유대인은 한 명도 죽지 않은 데다가 부시 정권이 곧바로 아프가니스탄 공습을 시작한 것을 비추어 보아 유대인과 부시 정부의 합작 테러사건이라는 음모론도 제기되고 있다"는 소문이 난 적이 있다. 그러나 이에 대해 실제 통계 조사한 결과는 이들 주장의 오류를 훤히 드러내고 있다.

### 윙딩스 음모론

윙딩스체와 일반 글씨체의 비교. 실제로 "3"의 건물 모양은 건물이 아닌 문서 모양이다.

알카에다가 컴퓨터로 테러 정보를 서로 교환했다는 음모론이다. 당시 쌍둥이 빌딩에 충돌한 비행기 편명인 'Q33NY'를 워드에 입력한 후, 이를 윙딩스(wingdings) 글씨체로 바꾸어서 보면 테러를 암시하는 문양이 나온다는 것이다. 그러나 당시 테러에 이용된 비행기 4대 중 'Q33NY'라는 편명의 비행기는 없으며, 전문가들은 조작되었을 가능성이 큰 이야기라고 지적하였다.

## 같이 보기
- 테러
- 세계 무역 센터
- 프리덤 타워
- 조지 W. 부시
- US-VISIT
- 도널드 럼즈펠드
- 딕 체니
- 오사마 빈 라덴
- 탈레반
- 사담 후세인
- 루스 체인지
- 월드 트레이드 센터 (영화)
- 미국
- 원 월드 트레이드 센터

## 참고문헌
- 〈Chapter 1.1: 'We Have Some Planes': Inside the Four Flights〉 (PDF). 9/11 Commission Report (보고서). National Commission on Terrorist Attacks Upon the United States. 2004. 2016년 3월 18일에 확인함.
- Alavosius, Mark P.; Rodriquez, Nischal J. (2005). “Unity of Purpose/Unity of effort: Private-Sector Preparedness in Times of Terror”. 《Disaster Prevention & Management》 14 (5): 666. Bibcode:2005DisPM..14..666A. doi:10.1108/09653560510634098.
- “American Airlines Flight 77 FDR Report” (PDF). National Transportation Safety Board. 2002년 1월 31일. 2011년 9월 3일에 확인함.
- Averill, Jason D. (2005). Final Reports of the Federal Building and Fire Investigation of the World Trade Center Disaster (PDF) (보고서). National Institute of Standards and Technology (NIST). 2009년 5월 9일에 원본 문서 (PDF)에서 보존된 문서. 2011년 9월 2일에 확인함.
- Bergen, Peter L. (2001). 《Holy War, Inc.: Inside the Secret World of Osama Bin Laden》. Simon and Schuster. ISBN 978-0-7432-3467-2. 2016년 3월 18일에 확인함.
- Bergen, Peter (2006). 《The Osama Bin Laden I Know: An Oral History of Al Qaeda's Leader》. Simon and Schuster. ISBN 978-0-7432-9592-5. 2016년 3월 18일에 확인함.
- Berner, Brad (2007). 《The World According to Al Qaeda》. Peacock Books. ISBN 978-81-248-0114-7. 2016년 3월 18일에 확인함.
- Bodnar, John.. Divided by Terror: American Patriotism after 9/11 (University of North Carolina Press, 2021) how memory of the event stimulated and reshaped patriotism.
- Clarke, Richard (2004). 《Against All Enemies: Inside America's War on Terror》. New York: Free Press. ISBN 978-0-7432-6024-4.
- Dwyer, Jim; Flynn, Kevin (2005). 《102 Minutes》. Times Books. ISBN 978-0-8050-7682-0. 2016년 3월 18일에 확인함.
- Final Report on the Collapse of World Trade Center Building 7 (PDF) (보고서). National Institute of Standards and Technology. November 2008. 2012년 4월 11일에 확인함.
- “Flight Path Study – American Airlines Flight 77” (PDF). National Transportation Safety Board. 2002년 2월 19일. 2011년 9월 3일에 확인함.
- Fouda, Yosri; Fielding, Nick (2004). 《Masterminds of Terror: The Truth Behind the Most Devastating Terrorist Attack the World Has Ever Seen》. Arcade Publishing. ISBN 978-1-55970-717-6. 2016년 3월 18일에 확인함.
- Goldberg, Alfred;  외. (2007). 《Pentagon 9/11》. Washington, D.C.: Government Printing Office. ISBN 978-0-16-078328-9. 2016년 3월 18일에 확인함.
- Graff, Garrett M. (2019). 《The Only Plane in the Sky: An Oral History of 9/11》. New York: Avid Reader Press. ISBN 978-1-5011-8220-4.
- Gunaratna, Ronan (2002). 《Inside Al Qaeda: global network of terror》. Columbia University Press. ISBN 978-0-231-12692-2.
- Holmes, Stephen (2006). 〈Al Qaeda, September 11, 2001〉.   Diego Gambetta. 《Making sense of suicide missions》. Oxford University Press. ISBN 978-0-19-929797-9. 2016년 3월 18일에 확인함.
- Ibrahim, Raymond; bin Laden, Osama (2007). 《The Al Qaeda reader》. Random House Digital, Inc. ISBN 978-0-385-51655-6. 2016년 3월 18일에 확인함.
- Javorsek II, Daniel; Rose, John; Marshall, Christopher; Leitner, Peter (2015년 8월 5일). “A Formal Risk-Effectiveness Analysis Proposal for the Compartmentalized Intelligence Security Structure”. 《International Journal of Intelligence and CounterIntelligence》 28 (4): 734–61. doi:10.1080/08850607.2015.1051830. S2CID 152911592.
- Jessee, Devin (2006). “Tactical Means, Strategic Ends: Al Qaeda's Use of Denial and Deception” (PDF). 《International Journal of Intelligence and CounterIntelligence》 18 (3): 367–88. doi:10.1080/09546550600751941. S2CID 144349098. 2021년 11월 21일에 원본 문서 (PDF)에서 보존된 문서. 2016년 3월 23일에 확인함.
- Kelley, Christopher (2006). 《Executing the Constitution: putting the president back into the Constitution》. SUNY Press. ISBN 978-0-7914-6727-5. 2016년 3월 18일에 확인함.
- Keppel, Gilles; Milelli, Jean-Pierre; Ghazaleh, Pascale (2008). 《Al Qaeda in its own words》. Harvard University Press. ISBN 978-0-674-02804-3. 2016년 3월 18일에 확인함.
- Lawrence, Bruce (2005). 《Messages to the world: the statements of Osama Bin Laden》. Verso. ISBN 978-1-84467-045-1. 2014년 5월 29일에 확인함.
- Martin, Gus (2011). 《The SAGE Encyclopedia of Terrorism, Second Edition》. Sage. ISBN 978-1-4129-8017-3. 2016년 3월 18일에 확인함.
- McDermott, Terry (2005). 《Perfect Soldiers: The 9/11 Hijackers》. HarperCollins. 191–192쪽. ISBN 978-0-06-058470-2.
- “McKinsey Report”. FDNY / McKinsey & Company. 2002년 8월 9일. 2010년 6월 3일에 원본 문서에서 보존된 문서. 2011년 9월 25일에 확인함.
- Mearsheimer, John J. (2007). 《The Israel Lobby and U.S. Foreign Policy》. Macmillan. ISBN 978-0-374-17772-0.
- Murdico, Suzanne (2003). 《Osama Bin Laden》. Rosen Publishing Group. ISBN 978-0-8239-4467-5.
- “The Pentagon Building Performance Report” (PDF). American Society of Civil Engineers (ASCE). January 2003. 2011년 7월 21일에 원본 문서 (PDF)에서 보존된 문서. 2011년 9월 3일에 확인함.
- Summers, Anthony; Swan, Robbyn (2011). 《The Eleventh Day: The Full Story of 9/11 and Osama Bin Laden》. New York: Ballantine Books. ISBN 978-1-4000-6659-9. 2016년 3월 18일에 확인함.
- Sunder, Shyam S. (September 2005). 《Final Report on the Collapse of the World Trade Center Towers》. National Institute of Standards and Technology (NIST). NIST NCSTAR 1. 2024년 9월 11일에 확인함.
- “World Trade Center Building Performance Study – Bankers Trust Building” (PDF). Federal Emergency Management Agency. May 2002. 2007년 7월 12일에 확인함.
- “World Trade Center Building Performance Study – Peripheral Buildings” (PDF). Federal Emergency Management Agency. May 2002. 2011년 9월 3일에 확인함.
- “World Trade Center Building Performance Study” (PDF). Federal Emergency Management Agency. 2002. 2011년 9월 2일에 확인함.
- Wright, Lawrence (2006). 《The Looming Tower: Al-Qaeda and the Road to 9/11》. New York: Alfred A. Knopf. ISBN 978-0-375-41486-2. OCLC 64592193.
- Yitzhak, Ronen (Summer 2016). “The War Against Terrorism and For Stability of the Hashemite Regime: Jordanian Intelligence Challenges in the 21st Century”. 《International Journal of Intelligence and CounterIntelligence》 29 (2): 213–35. doi:10.1080/08850607.2016.1121038. S2CID 155138286.

## 관련 문헌
- 《The 9/11 Commission Report: Final Report of the National Commission on Terrorist Attacks Upon the United States》. National Commission on Terrorist Attacks. 2010년 7월 30일. ISBN 978-1-61640-219-8.
- Atkins, Stephen E (2011). 《The 9/11 Encyclopedia》. ABC-CLIO. ISBN 978-1-59884-921-9.
- Bolton, M. Kent (2006). 《U.S. National Security and Foreign Policymaking After 9/11: Present at the Re-creation》. Rowman & Littlefield. ISBN 978-0-7425-5900-4.
- Caraley, Demetrios (2002). 《September 11, terrorist attacks, and U.S. foreign policy》. Academy of Political Science. ISBN 978-1-884853-01-2.
- Chernick, Howard (2005). 《Resilient city: the economic impact of 9/11》. Russell Sage Foundation. ISBN 978-0-87154-170-3.
- Damico, Amy M; Quay, Sara E. (2010). 《September 11 in Popular Culture: A Guide》. Greenwood. ISBN 978-0-313-35505-9.
- Hampton, Wilborn (2003). 《September 11, 2001: attack on New York City》. Candlewick Press. ISBN 978-0-7636-1949-7.
- Langley, Andrew (2006). 《September 11: Attack on America》. Compass Point Books. ISBN 978-0-7565-1620-8.
- Neria, Yuval; Gross, Raz; Marshall, Randall D.; Susser, Ezra S. (2006). 《9/11: mental health in the wake of terrorist attacks》. Cambridge University Press. ISBN 978-0-521-83191-8.
- Ryan, Allan A. (2015). 《The 9/11 Terror Cases: Constitutional Challenges in the War against Al Qaeda》. University Press of Kansas. ISBN 978-0-7006-2132-3.
- Strasser, Steven; Whitney, Craig R; United States. Congress. Senate. Select Committee on Intelligence, National Commission on Terrorist Attacks upon the United States (2004). 《The 9/11 investigations: staff reports of the 9/11 Commission: excerpts from the House-Senate joint inquiry report on 9/11: testimony from fourteen key witnesses, including Richard Clarke, George Tenet, and Condoleezza Rice》. PublicAffairs. ISBN 978-1-58648-279-4.